# Kostel Nanebevzetí Panny Marie (Ústí nad Labem)
Kostel Nanebevzetí Panny Marie v Ústí nad Labem je římskokatolický arciděkanský kostel na Kostelním náměstí pod Mírovým náměstím v centru krajského města Ústí nad Labem. Jeho věž je dominantou města. Architekturou se kostel řadí k památkám česko-saské pozdní gotiky, podobně jako kostely v Mostě, v Lounech nebo v Pirně. Areál kostela Nanebevzetí Panny Marie se skládá z vlastního kostela a sousoší krucifixu se sv. Máří Magdalenou umístěném při vrcholu polygonálního presbytáře. Kostel je orientován směrem k východu.
Stavba byla zahájena, po požáru města okolo roku 1318, na místě předchozí stavby. Roku 1426 byly loď a věž, která pochází ze starší románské stavby, poškozeny husity. Obnova probíhala v letech 1450–1530. Stavba byla regotizována podle J. Mockera v 90. letech 19. stol. V roce 1945 byla věž narušena leteckým bombardováním. Od roku 1995 se před vstupem do kostela nachází kovaná plastika Karla Ondřeje Hájka. Kostel ve 21. století obklopují domy, které vznikly po II. světové válce, a ze tří stran obchodní centrum Forum, které bylo pro veřejnost otevřeno 12. listopadu 2009. Přestože kostel je oblopen obchodním centrem, budiž ke cti tehdy velmi diskutovaného projektu, je možné díky jeho proskleným stěnám si tento unikát dobře prohlédnout. 11. března 2019 byla před kostel umístěna mosazná deska, která ukazuje odklon věže. Ke kostelu je možné přijít z vlakového hlavního nádraží ulicí Hradiště, dále kolem kostela sv. Vojtěcha a podél nákupního centra Forum (asi 5 min.).

## Historie

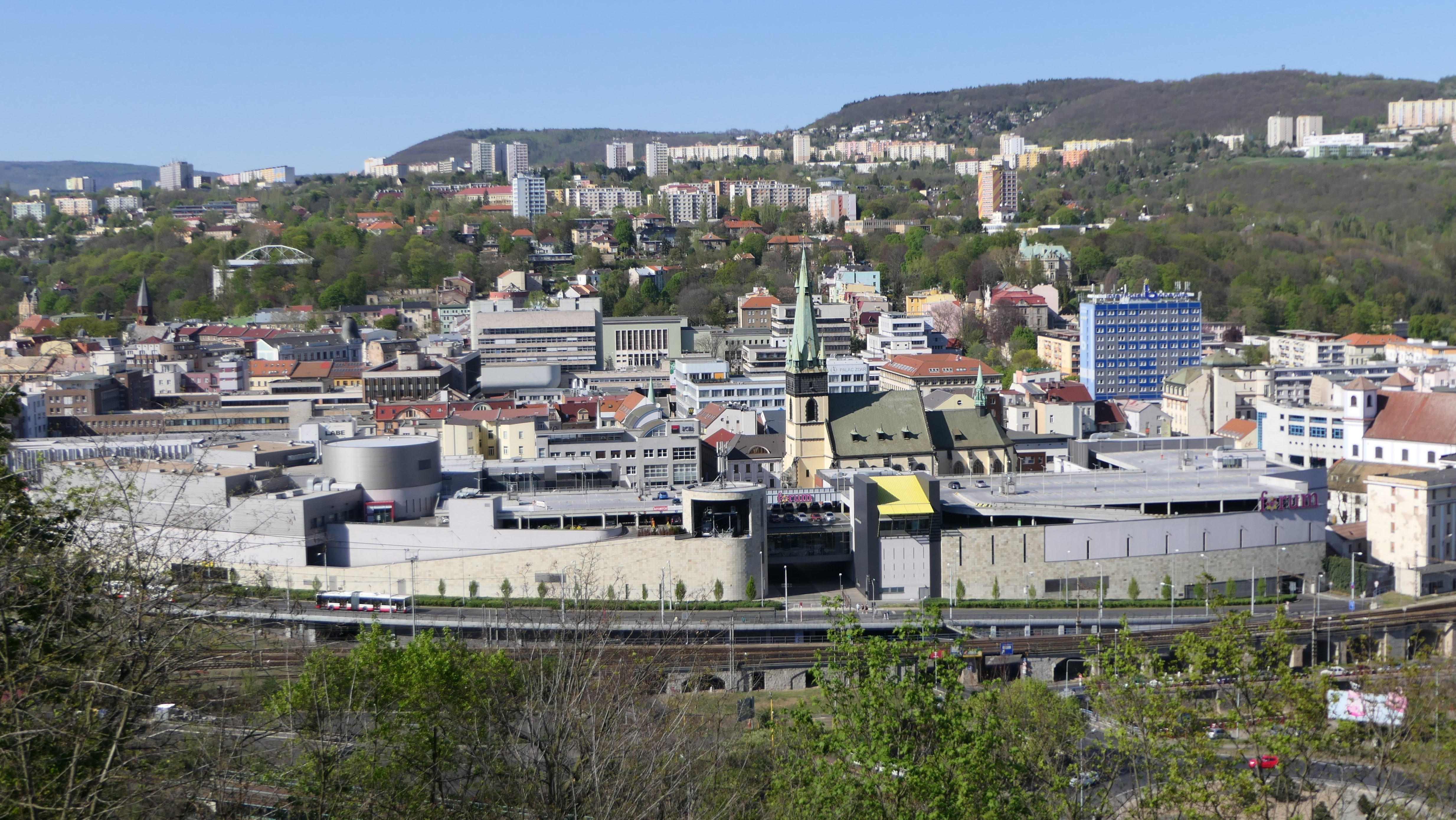
Kostel obklopený obchodním centrem Forum (pohled z Větruše)

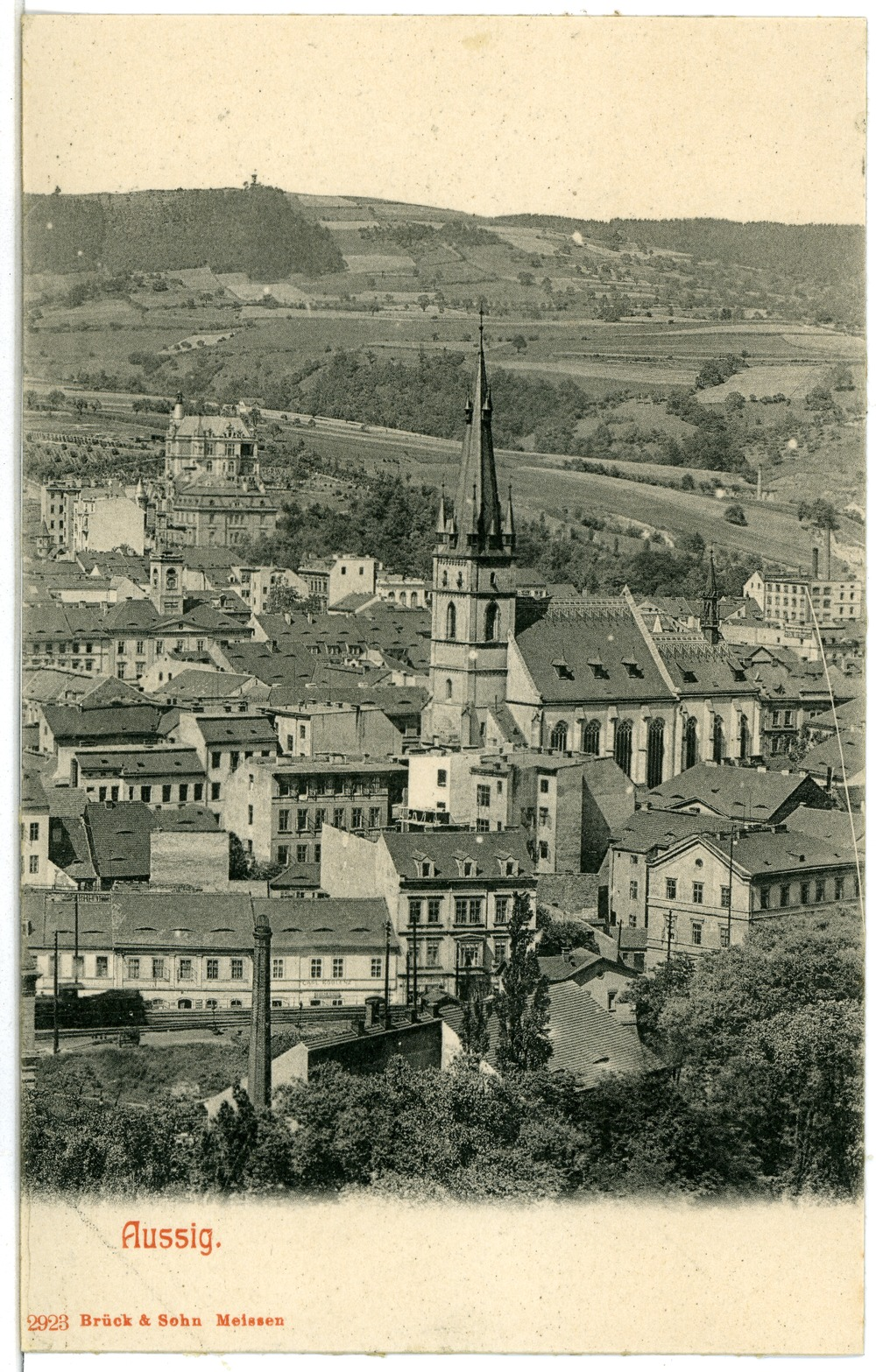
Kostel v roce 1903

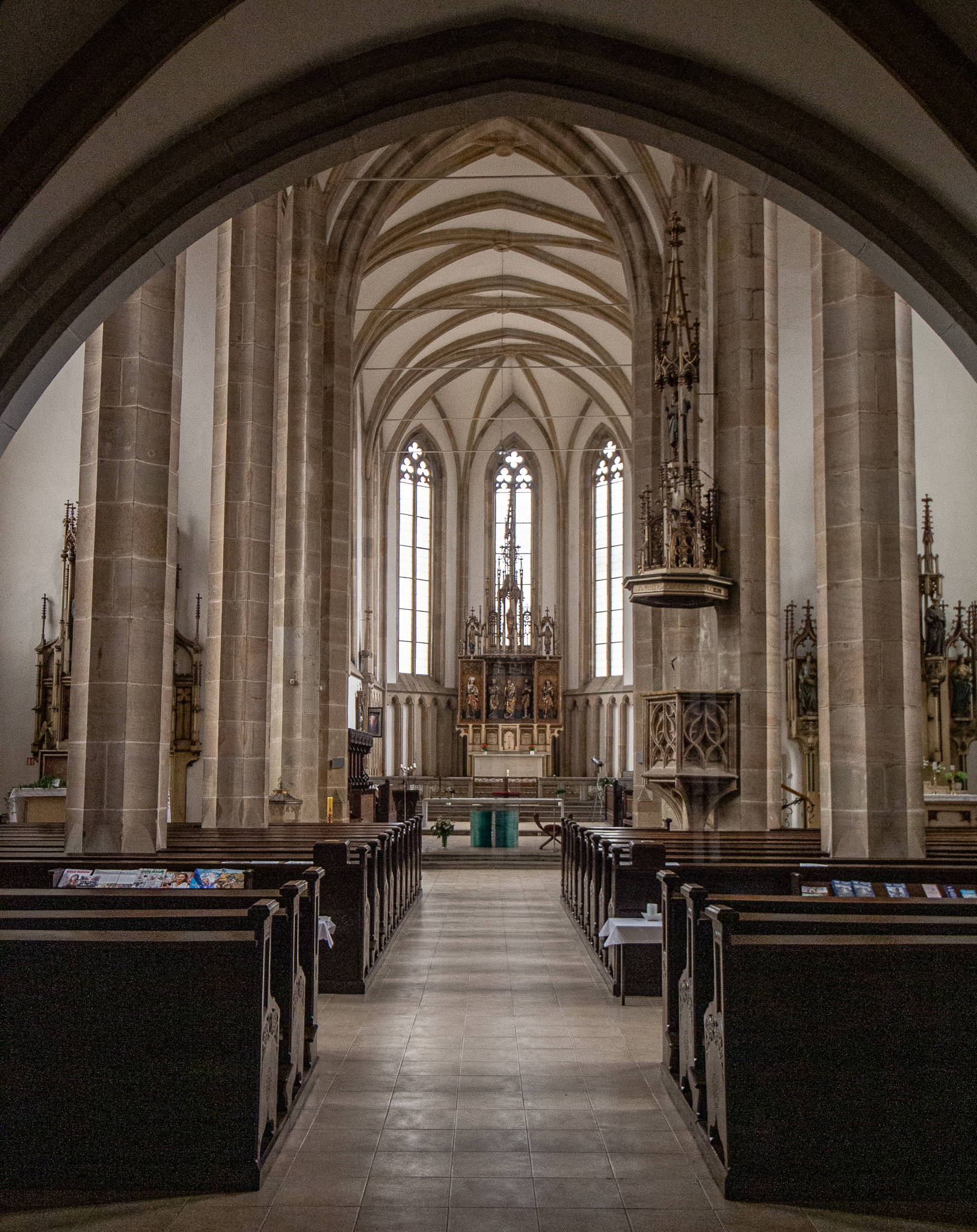
Centrální loď

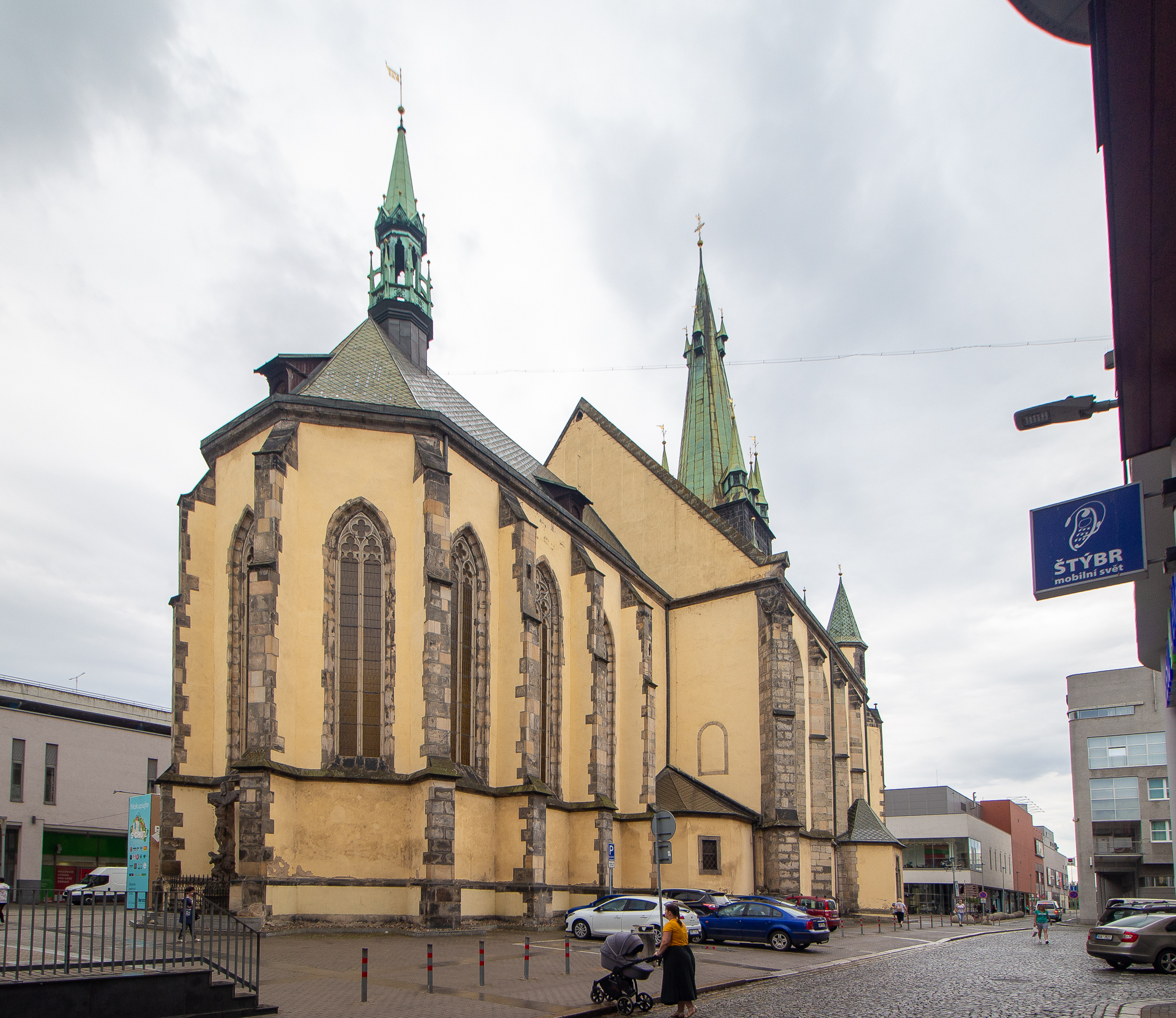
Závěr kostela

### Středověk
U ústí řeky Bíliny do Labe je doloženo osídlení již v 10. století. Stál zde pravděpodobně hrad a osada kolem dnešního kostela sv. Vojtěcha. Osada byla vhodně položena na obchodní stezce. Městská práva udělil Ústí nad Labem mezi léty 1233–1249 již Václav I., jak se dozvídáme z listiny datované k roku 1249. V této listině je již zanesena existence dvou kostelů, z nichž jeden je pravděpodobně kostel Nanebevzetí Panny Marie a druhý je kostel sv. Vojtěcha, středověký předchůdce nedalekého klášterního chrámu. Existenci kostela Nanebevzetí Panny Marie však je možné prokázat již na konci 12. století. Tehdy měl kostel zřejmě podobu románské baziliky s věží umístěnou v ose stavby v západním průčelí (tedy podobně, jak tomu je i ve 21. století). Tuto skutečnost lze odvodit od charakteru původního obloučkového vlysu na západním průčelí věže. Okolo roku 1260 Přemysl Otakar II. městská práva pro Ústí nad Labem potvrdil. K roku 1300 se město uvádí jako opevněné. Po roce 1318 původní hrad opuštěn a rozbořen. Ve stejné době vzniká hrad Střekov.
Stavba současného kostela byla zahájena německými kolonisty zřejmě v roce 1318. Z tohoto roku je známé také jméno prvního ústeckého faráře Petra. Tehdy se započalo se stavbou presbytáře, který byl zaklenut roku 1380. Nový presbytář se připojoval k dosud existující románské lodi. Ke gotické přestavbě kostela došlo kvůli poškození stavby při požáru města v roce 1335. Loď a věž byly dostavěny ve 2. polovině 14. století. V průběhu 15. století tak pravděpodobně přežíval stav, kdy se kostel skládal z gotického presbytáře a románské lodi a věže. V roce 1426 byl kostel vypleněn husity, táhnoucími z bitvy na výšině Na Běhání.
Od roku 1452 byl kostel obnovován, jak dokládají jak slohové prvky, tak i letopočet 1524 na jednom svorníku klenby severní lodi. Síňové trojlodí pochází z období obnovy kostela po husitských válkách, na jeho projektování a výstavbě se dříve předpokládala účast stavební huti Benedikta Rejta. Stavitel lodi však zůstal neznámý. Nová loď byla zastřešena stanovou střechou s cibulovitým sanktusníkem. Věž byla tehdy podstatně nižší, shodná s výškou střechy lodi. Krátce po dokončení rekonstrukce lodi (zřejmě v roce 1530), v roce 1538 kostel v důsledku rozsáhlého požáru města opět vyhořel. Kostelní zvony byly požárem zničeny.

### Novověk
Ke konci 16. století byla upravována kostelní věž. Pravděpodobně tehdy získala věž podobu, která jí vydržela až do roku 1884, byla zakryta stanovou střechou se čtyřmi malými věžičkami na rozích, pod střechou byla lehce vysazená galerie. Na konci 17. století byla při severním průčelí věže zřízena kaple sv. Anny, odstraněna byla ve druhé polovině 19. století.

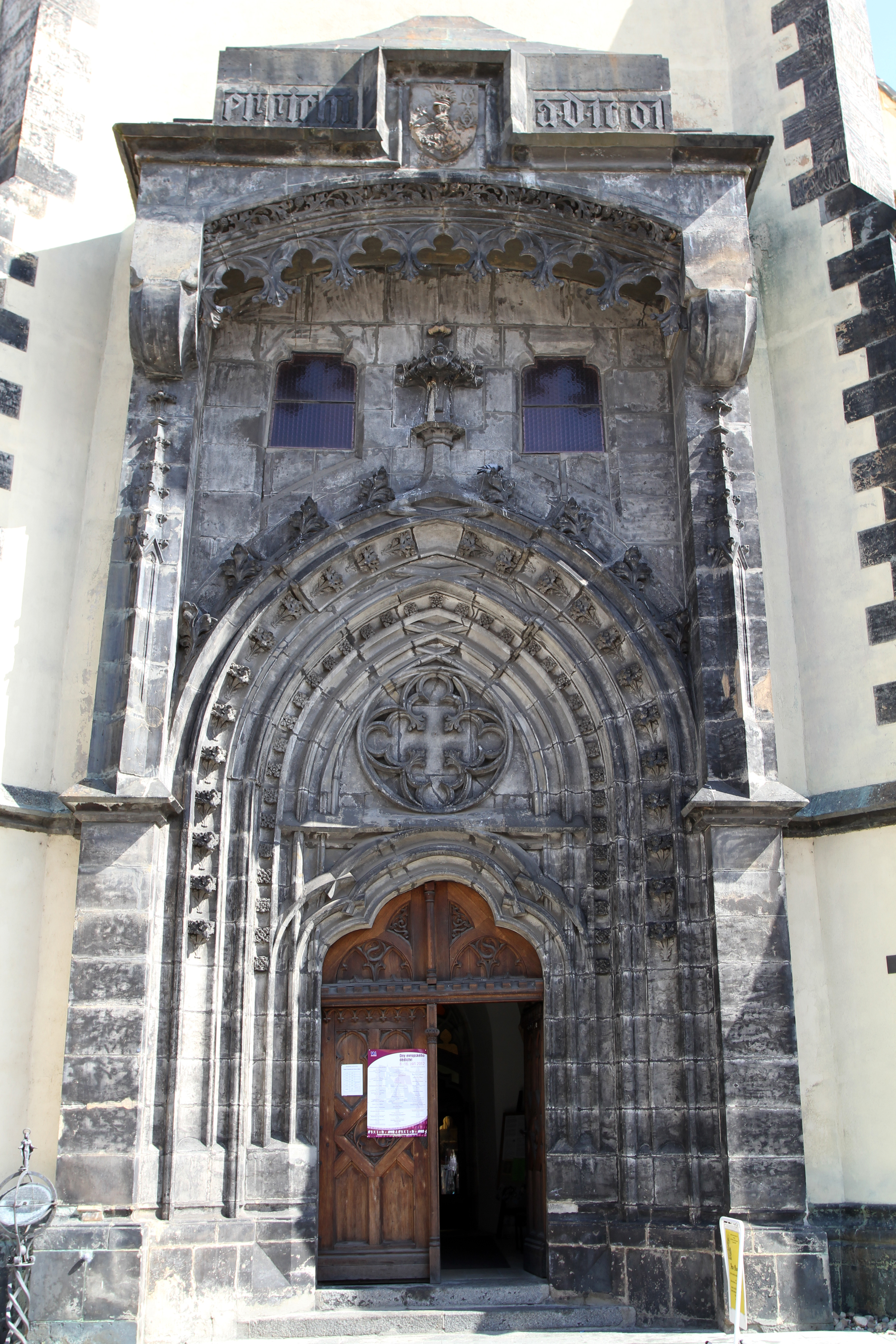
Monumentální gotický portál v průčelí kostela

K první zásadní stavební úpravě dochází ve třicátých letech 19. století. K dalším výrazným stavebním úpravám došlo v letech 1883–1890, a poté v letech 1897–1901 kdy byl kostel novogoticky přestavěn. Tuto obnovu kostela na sklonku 19. století projektovali dva severočeští architekti. Nejdříve Josef Mocker do roku 1897, a po něm architekt Anton Weber, podle jehož plánů byl nově postaven sanktusník a západní portál. Změn doznala především střecha věže a západní průčelí. Původní pozdně gotická stanová střecha nad trojlodím byla nahrazena novou střechou sedlovou. Střecha věže a galerie byly sneseny, věž byla dozděna o nejvyšší patro a opatřena novou vysokou jehlancovou střechou s nárožními věžičkami, zároveň s touto etapou byly vybudovány opěráky věže. V další etapě byl v západním průčelím kolem roku 1900 proražen nový vstup a zřízen mohutný pískovcový vstupní portál.

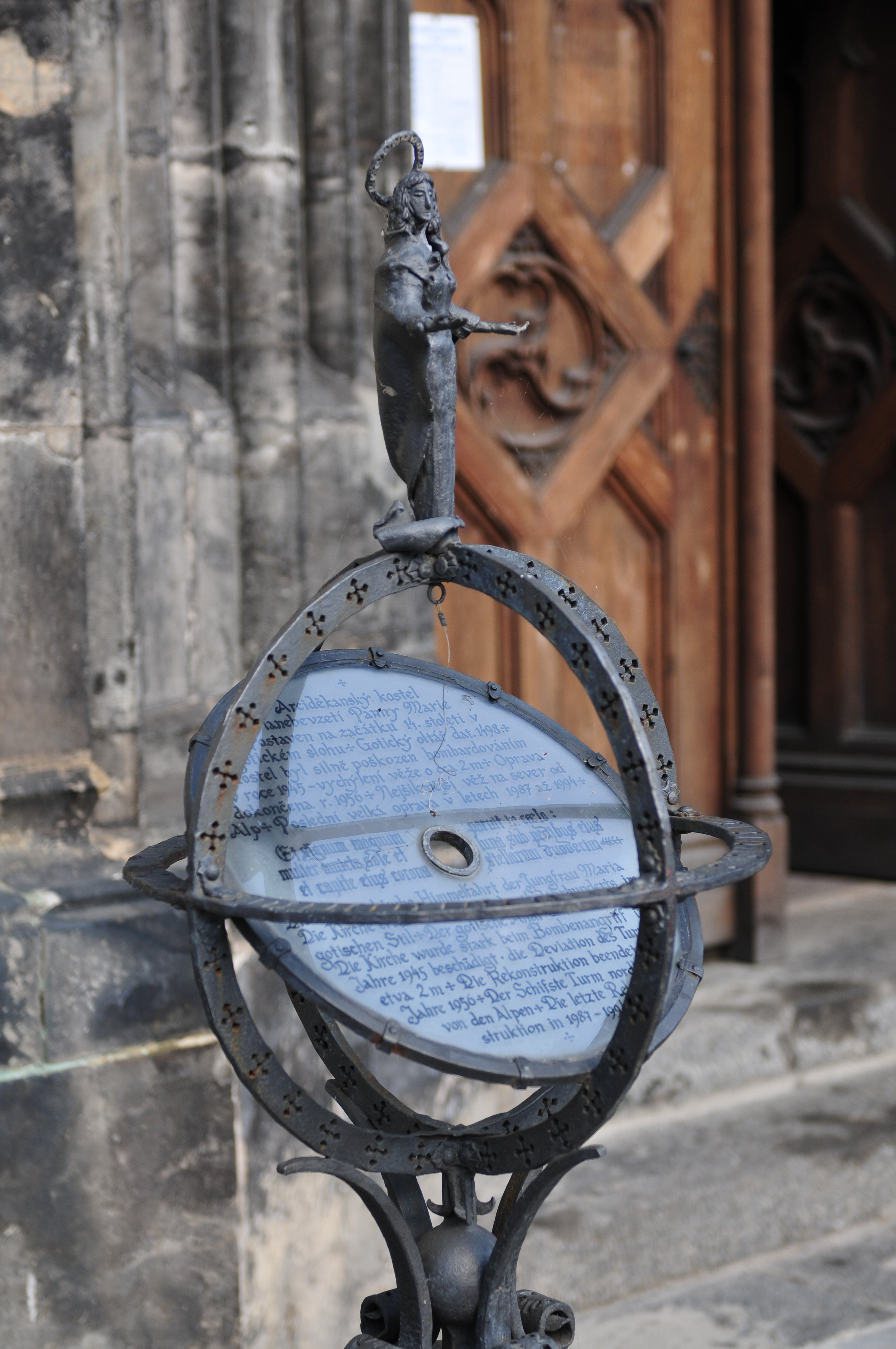
Plastika Karla Ondřeje Hájka s pamětní deskou před vstupem do kostela

### 20. – 21. století
V roce 1917 byla zrekvírována část kostelních zvonů. V roce 1928 byl upravován portál ve věži. 17. dubna 1945, na konci II. světové války, byl kostel byl silně poškozen náletem spojeneckých vojsk. Letadla měla za cíl zničení hlavního a západního nádraží. Do bezprostředního okolí kostela dopadly tři bomby. Čtvrtá bomba dokonce prorazila strop kostela a zabodla se do podlahy v presbytáři. Tato jako jediná neexplodovala. Část jižní a západní stěny lodi se zřítila. Došlo k poškození hlavní lodi a k narušení statiky věže, která se naklonila a praskla. Od té doby se uvádí, že věž kostela je vychýlena o 198 cm od kolmé osy. Poškozenou věž pak podpíraly dřevěné trámy. Přesnější měření architekta Zdeňka Havlíka v roce 2008 ukázalo vychýlení věže o 200,9 cm, čímž je ústecká věž na čtvrtém místě v žebříčku šikmých věží. Třetí je legendární věž v Pise. Nejvíce skloněnou věží na světě je věž v německém Suurhusenu. Ústecká věž byla zabetonovaná a je staticky zajištěná.

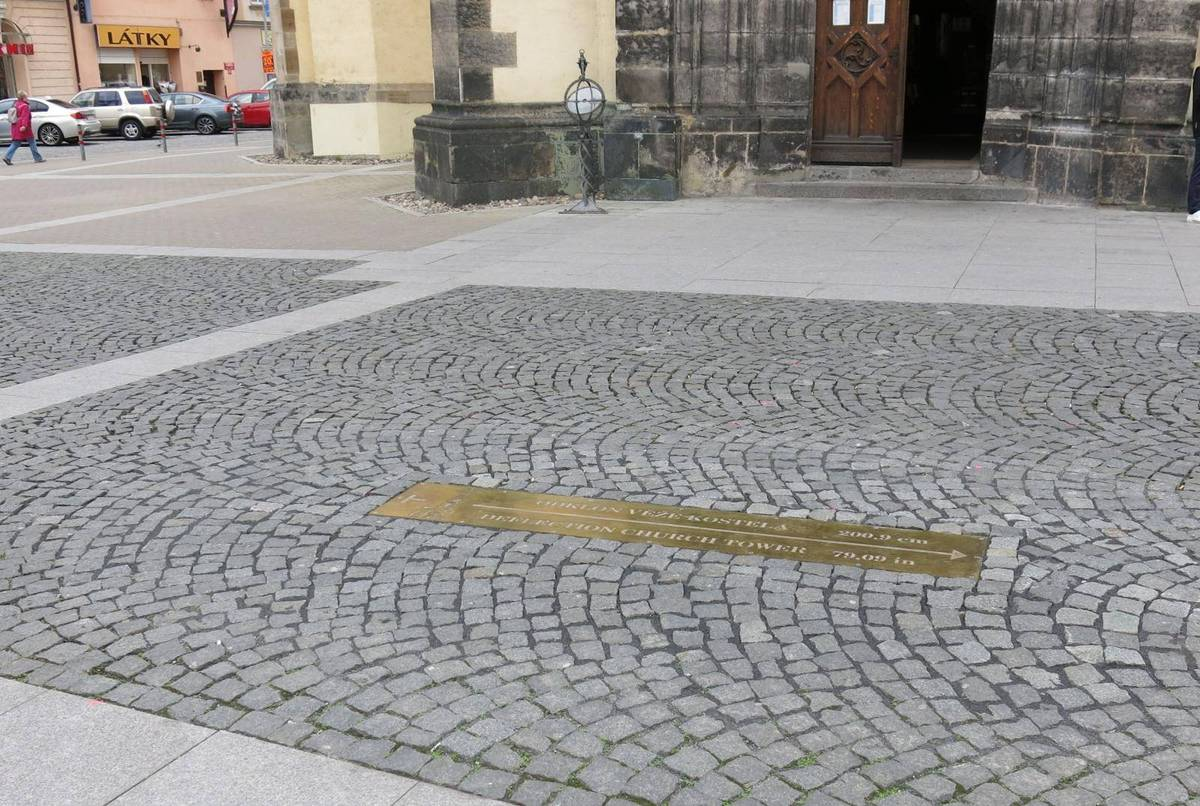
Deska odklonu věže kostela

Protože kostel, klenby a věž hrozily po II. světové válce zřícením, musely být provedeny nové stavební úpravy, které zajistily stavbu. Dokončeny byla v roce 1956 za vedení prof. Bedřicha Hacara. Kostel se podařilo železobetonovými věnci a šrouby stáhnout a staticky zajistit. Stavba tak byla zachráněna. Koncem 80. let byl kostel již značně zašlý, celý temný, rozbitá okna zakryta černou lepenkou. Někdejší ústecký arciděkan a kunsthistorik ThDr. Antonín Sporer jej očistil, co bylo třeba opravil, a uvedl do stavu, ve kterém je i na počátku 21. století. Poslední velká oprava proběhla v letech 1987–1994, jak uvádí nápis ve skleněné desce v plastice před kostelem. V březnu 2019 byla instalována mosazná pamětní deska od firmy Hainz, která má obyvatele i návštěvníky města upozornit na odklon šikmé věže.

### Věž
Šikmá průčelní věž ve svém nitru ukrývá tři zvony: Zuzanu, Willeborte a pozdně gotický zvon z roku 1544. Zvon Zuzana, vážící 2500 kg, je s dolním průměrem 165 cm největším zvonem v okrese Ústí nad Labem. Pozoruhodné je, že visí nakřivo, ačkoliv jej řemeslníci zavěsili v ose, takže by měl mířit k zemi. Zdá se, zřejmě optickým klamem, jakoby ignoroval fyzikální zákony. Kdo by chtěl přičítat náklon zvonu dvoumetrovému odklonu věže od její osy, mýlil by se. Zvon se totiž naklání přesně na opačnou stranu, než by měl. Tedy na stejnou, jako samotná šikmá kostelní věž. Přístup ke zvonům je obtížný, protože je třeba vyšlapat několik desítek schodů po šnekovitém schodišti. Pak šplhat po krovech, vratkých žebřících a traverzách. Navíc prostor není opatřen zábradlím a vrzající prkna na jistotě také nepřidají.
V patře nad zvony se dosud zachoval byt věžníka se dvěma místnostmi, který ve 21. století již nikdo neobývá. Původní vstup do věže byl totiž po náletu v roce 1945 zbořen a šikmá věž se stala jedním ze symbolů severočeského města. O její znovuotevření veřejnosti usiluje Ústecká komunitní nadace od roku 2015. Finance na stavbu shání zajímavým způsobem – prodává zájemcům zatím neexistující schody, které na věž povedou. Jejich koupí tak dárci přispějí na stavbu. Schody by měly být hotové do roku 2027. Díky nim bude možné nahlédnout do horní části nejšikmější kostelní věže ve střední Evropě, kde v minulých dobách býval byt zvoníka. Od poloviny roku 2024 byla zahájena obnova kostela z finančních prostředků Evropské unie a za účasti Ministerstva pro místní rozvoj.

### Duchovní správa
Viz též: Duchovní správcové vedoucí Římskokatolickou farnost – arciděkanství Ústí nad Labem
První písemná zmínka o farní lokalitě v Ústí nad Labem pochází z roku 993. Kolem roku 1000 zde byla již plebánie. Nejstarší známý duchovní správce Ústí nad Labem byl farář Peter (Petr), který zde působil v roce 1318. Matriky jsou v místě vedeny od roku 1579. V roce 1928 bylo ústecké děkanství bylo povýšeno na arciděkanství a prvním arciděkanem se stal Ferdinand Schwind.
Kostel byl vždy hlavním kostelem města. Navštěvovali jej do roku 1945 především původní němečtí obyvatelé. Česká menšina navštěvovala spíše kostel sv. Vojtěcha, který spravoval řád dominikánů. Duchovní správu kostela zajišťuje arciděkanství Ústí nad Labem, které územně patří do ústeckého vikariátu. Ústecká farnost je součástí litoměřické diecéze, je kanonicky zřízena litoměřickým biskupem a podléhá jeho jurisdikci.

### Výstava betlémů
Od roku 1986 se každoročně ve vánočním období až do začátku ledna koná v ústeckém kostele výstava betlémů. Tuto tradici založil ústecký arciděkan Antonín Sporer, kterých sám vlastnil velkou sbírku betlémů. Jeho nástupce arciděkan a čestný kanovník svatoštěpánské kapituly Miroslav Šimáček na tuto tradici navázal. Výstava betlémů, která probíhá od závěru adventu a ve vánočním období se stala široce navštěvovanou.

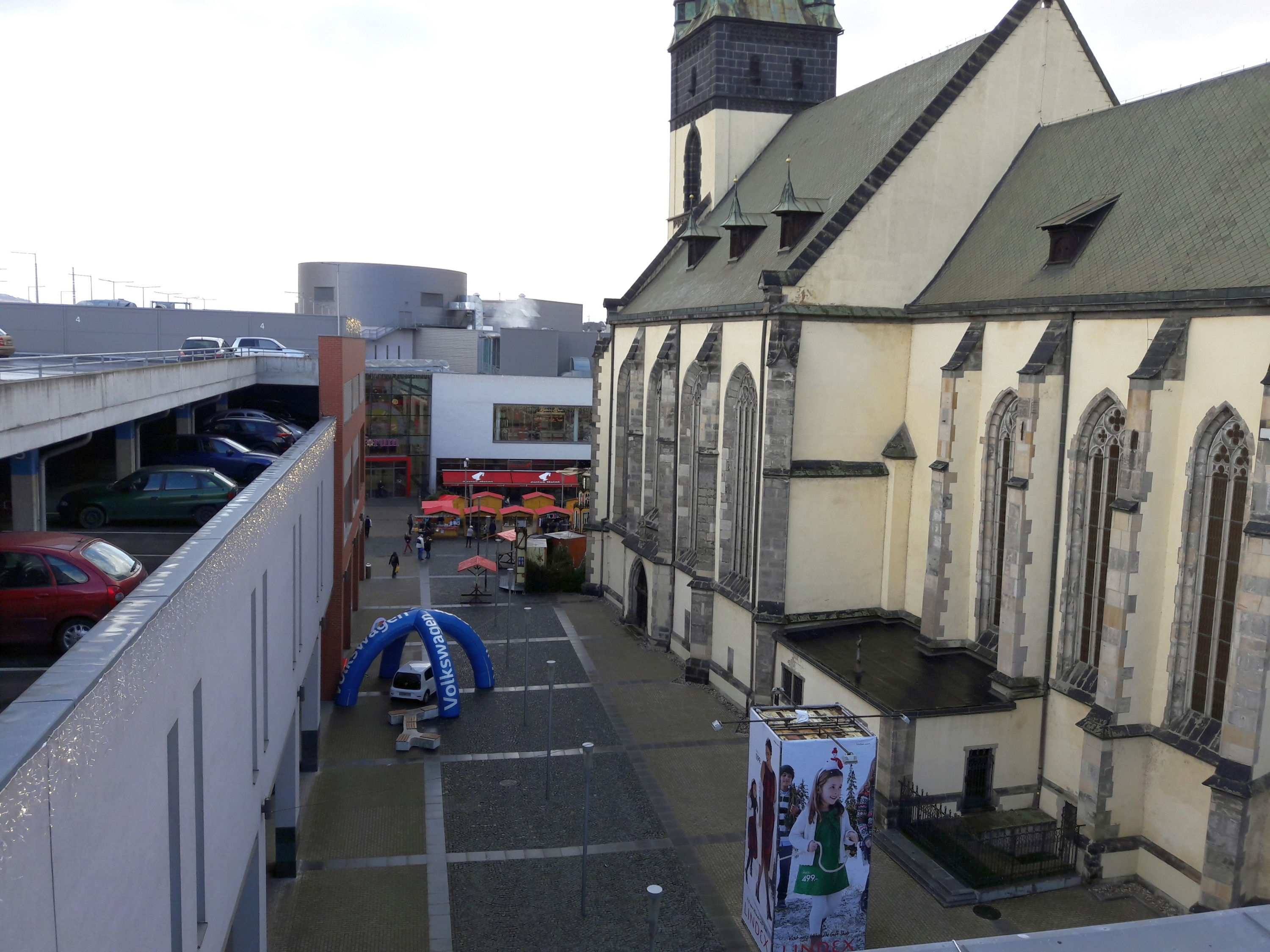
Jižní strana kostela

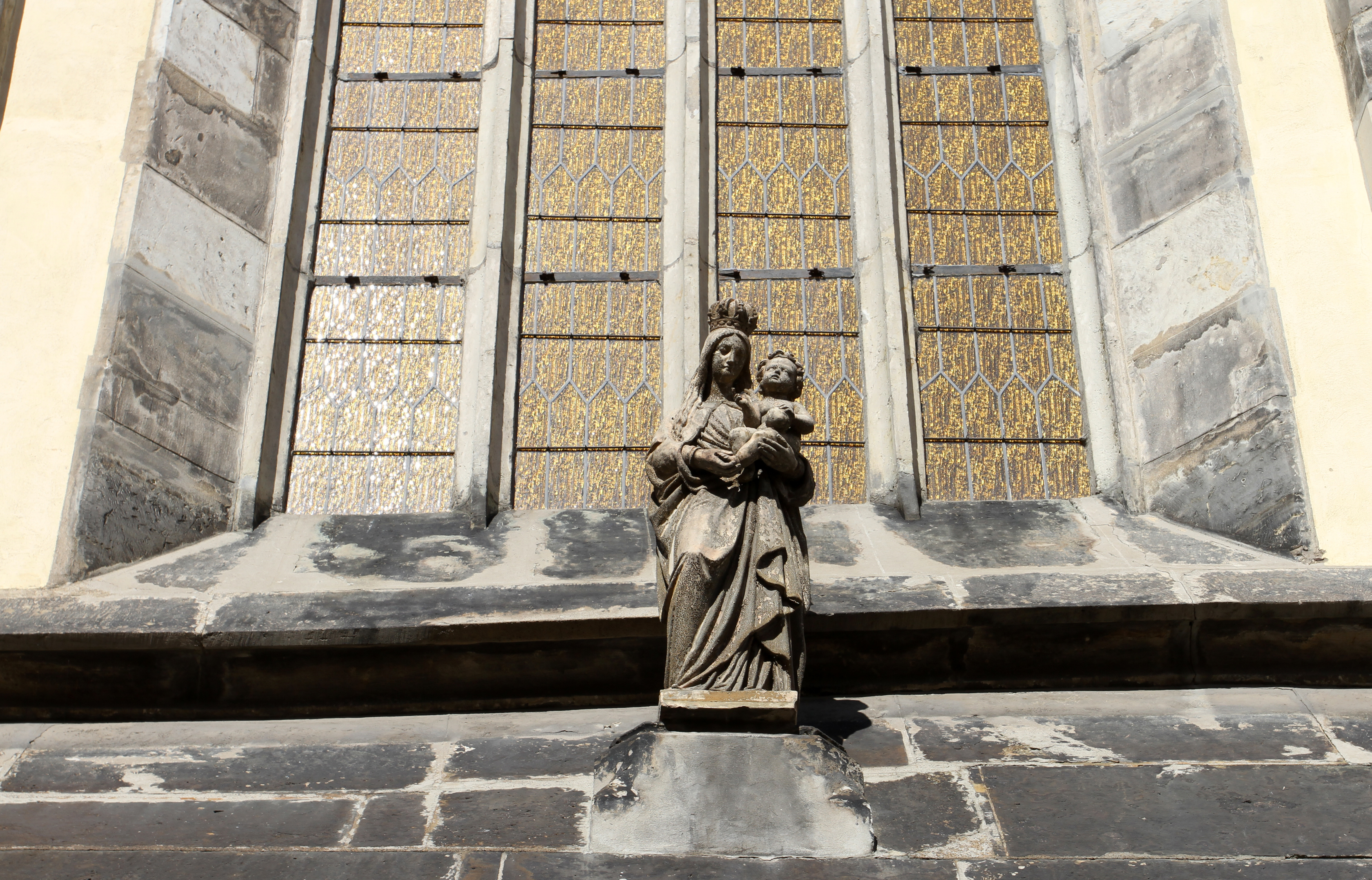
Socha P. Marie nad jižním vchodem

## Exteriér
Současná pozdně gotická stavba z tesaného kamene je trojlodní s dlouhým, trojbokým závěrem s hladkými opěráky a hranolovou věží, která je představěna průčelí. Presbytář s hladkými opěráky a hrotitými okny s kružbou je kryt sedlovou střechou, která je zakončena nad závěrem valbou a završena sanktusovou zvoničkou. Trojlodí, postavené na čtvercovém půdoryse v obrysech původní lodi z 2. poloviny 14. století, s opěráky, hrotitými okny s pozdně gotickou kružbou a bočními hrotitými protilehlými portály, je kryto sedlovou střechou. Severnímu portálu byla dodatečně předložena zděná předsíň. Při severozápadním nároží je polygonální věžice se schodištěm, která nedosahuje výše střechy lodi. Západní hranolová věž, po obvodě se sedmi věžičkami, s nárožními opěráky a strmou polygonální jehlancovou střechou s motivy nárožních věžiček má lomený portál pod vysokým segmentovým baldachýnem se slepými kružbami. V tympanonu se nachází lichá kružba. Na severozápadním rohu lodi je osmiboká věž se schodištěm. Na severní stěně je menší portál s přistavěným hranolovým zádveřím s jehlancovou střechou krytou na koso kladenou vláknocementovou krytinou se stylizovaným monogramem MARIA ze žlutého kovu na vrcholu. Na styku lodi a presbytáře na jižní straně je přistavěna nízká hranolová přístavba s plochou pultovou střechou prosvětlená dvojicí oken a přístupná z východní strany jednokřídlými dveřmi sloužící jako sakristie. Protilehle k ní leží při presbytáři na severní straně ještě druhá sakristie. Obě sakristie jsou přístupné dveřmi z presbytáře.

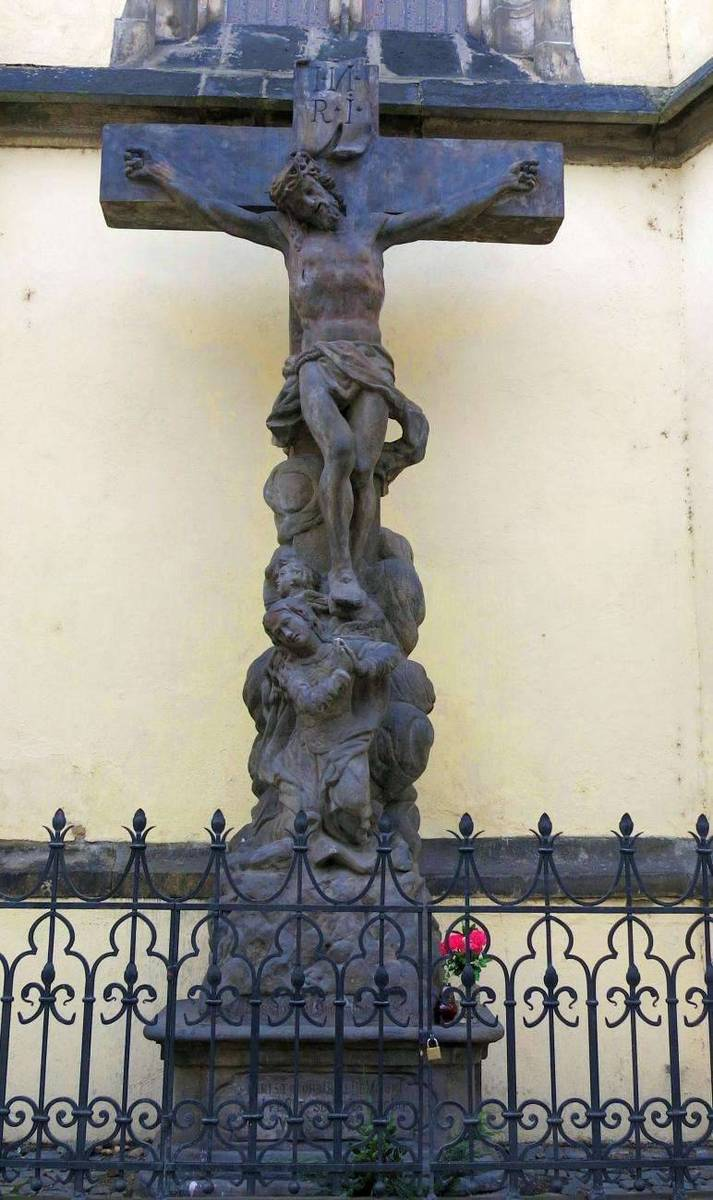
Krucifix u kostela

Při závěru presbytáře na vnější stěně kostela Nanebevzetí Panny Marie mezi dvěma opěráky je umístěn barokní pískovcový kříž s nadživotním korpusem Ježíše Krista s klečící Máří Magdalenou byl postaven v roce (1721) 1722. V letech 1721–1874 stál tento kříž na vrcholu mostního oblouku přes řeku Bílinu (v dnešní době upravený most k rondelu pod Větruší) spolu se sv. Janem Křtitelem, sv. Barborou, sv. Annou a sv. Janem Nepomuckým. U paty Ukřižovaného v tradiční podobě je umístěna prostovlasá postava klečící sv. Maří Magdaleny. Ve 21. století je sousoší je umístěno mezi opěráky závěru z vnější strany kostela. Na upraveném terínu za nízkým kovaným plotem je umístěn podstavec obdélného půdorysu s masivními výžlabky, z čelní strany je opatřen nápisem v širokém obdélném poli s vykrajovanými rohy a zaoblenými užšími stranami. Zakončen je širokou profilovanou římsou s masivním výžlabkem. Na podstavci je umístěna samotná plastika se stylizovanou skalou, na níž klečí Marie Magdalena se sepjatýma rukama s útrpným výrazem v dlouhém rouchu s rozpuštěnými vlnitými vlasy. Tvář má otočenou doleva obličejem k divákovi. Ke kříži je otočena zády. Za ní se ze skály tyčí masivní kříž s korpusem Krista a s nápisovou páskou INRI. Kristus má ruce přibité na svislé břevno kříže a hlavu nachýlenou směrem doleva přikrytou trnovou korunou. Bederní rouška ukřižovaného se v dynamických vlnách s bohatou draperií ovíjí okolo svislého kusu kříže ke Marii z Magdaleně. Tělo Kristovo je znázorněno se značným naturalismem je zřetelná propracovaná muskulatura i rysy tváře s vousem a vlnitými vlasy.

## Interiér

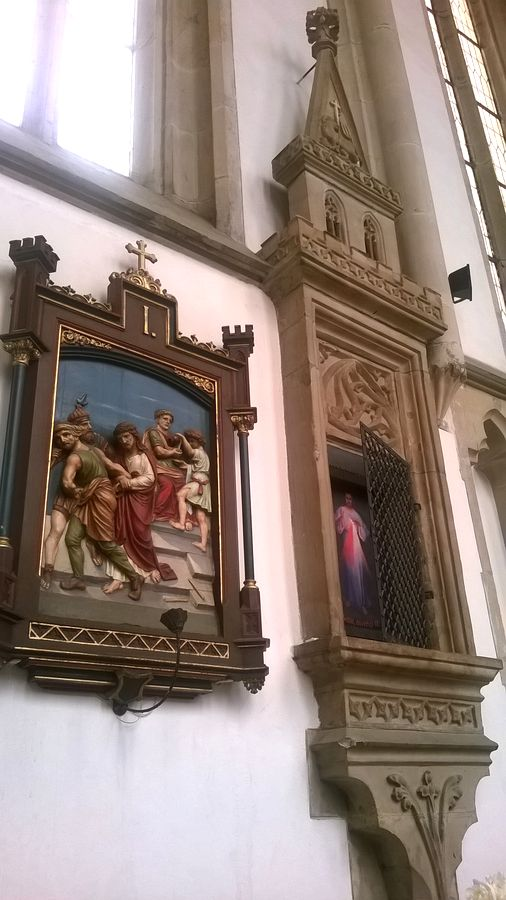
Sanktuárium v interiéru kostela

Presbytář je poměrně dlouhý a má tři klenební pole s křížovými klenbami a parsčitý závěr. Prosvětluje jej devět gotických oken s jednoduchou kružbou. Prostor je zaklenut třemi poli křížové žebrové klenby a paprsčitým závěrem. Žebra mají hruškový profil. Svorníky klenby zdobí pětilisté růžice, reliéfní rybky, šesticípá a pěticípá hvězda. Zvenčí je presbytář zajištěn dvakrát odstupňovanými gotickými opěráky. Na levé boční stěně prysbytáře se nachází gotické sanktuarium, které je z pískovce. Sanktuárium sloužilo pro uchovávání nádoby s hostiemi. Pochází z přelomu 15. a 16. století. Spočívá na středové nožce. Je relativně vysoké s motivem beránka v nástavci a s kovanou železnou mřížkou výklenku. Toto věžovité sanktuarium má jehlancovou stříšku.
Triumfální oblouk je lomený a profilovaný. Čtvercové halové trojlodí se čtyřmi klenebními poli a osmicípými hvězdovými klenbami spočívá na třech párech hladkých osmibokých sloupů s vyžlabenými hranami. Obdobné jsou i přízední polopilíře. Ve vnějších koutech bočních lodí na východní straně jsou konzoly. V severním rohu je štítek s písmenem „W“ (Wladislaus/Walentin), druhá v jižním rohu s mužskou korunovanou polopostavou (snad král Vladislav?). Zděná novogotická kruchta na třech hrotitých arkádách, s parapetem zdobeným lípatými kružbami je podklenuta novogotickou klenbou. Vysoká lomená okna jsou s pozdně gotickými kružbami.

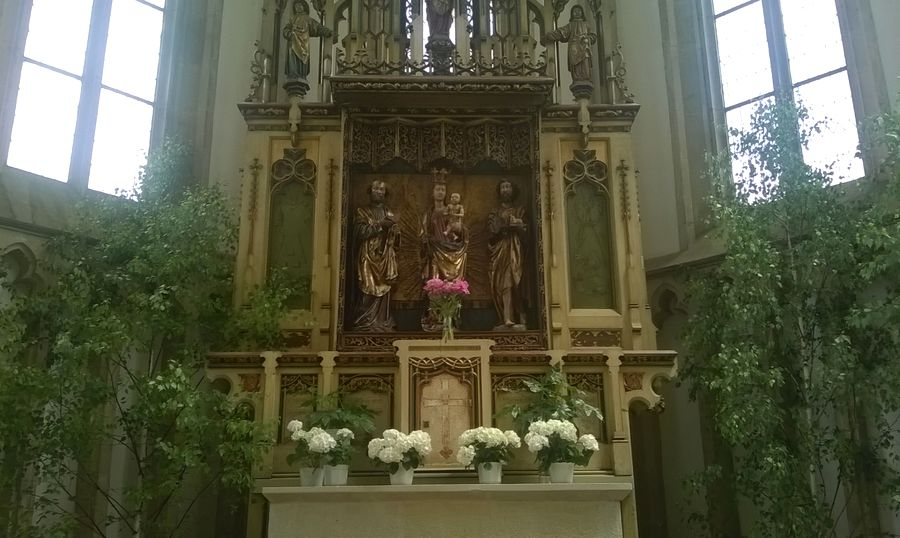
Gotický křídlový oltář

### Gotický křídlový oltář
Hlavní oltář je křídlový pozdně gotický datovaný do roku 1498. Pochází zřejmě od P. Breuera a H. Hesse. Původně se nacházel v městském kostele v Pirně. Pro hřbitovní kostel sv. Materny v Ústí nad Labem, který stál do roku 1896 na dnešním Lidickém náměstí, jej v roce 1617 získal ústecký primátor Jan Arnošt Schösser. Protože pro radní města Pirny neměl dostatečnou hotovost, dodal jim místo peněz čtyři sudy ústeckého vína. Do Ústí nad Labem byl zřejmě přesunut až po skončení třicetileté války v roce 1659. Zde pak byl opraven. Po uzavření kostela sv. Materny byl v roce 1872 restaurován sochařem E. Veselým, doplněn novogotickým nástavcem podle plánu malíře Bedřicha Wachsmanna a instalován v kostele Nanebevzetí Panny Marie v Ústí. Křídlová skříň je umístěna na původní oltářní menze ze 13. století. Na ornamentálním zlatitém pozadí jsou polychromované sochy. Střednímu poli dominuje postava Panny Marie s dítětem, vlevo od ní svatý Petr, vpravo svatý Jan Křtitel, na křídlech oltáře vlevo sv. Marie Magdaléna, vpravo sv. Jan Evangelista. Na vnější straně křídlové oltáře, která je vidět při jeho uzavření, se nacházejí dvě desky s malbou Zvěstování Panny Marie. Při zavření oltářních křídel se Na vnější straně se nachází malba Zvěstování Panny Marie. V novogotickém nástavci jsou plastiky od sochaře E. Veselého.

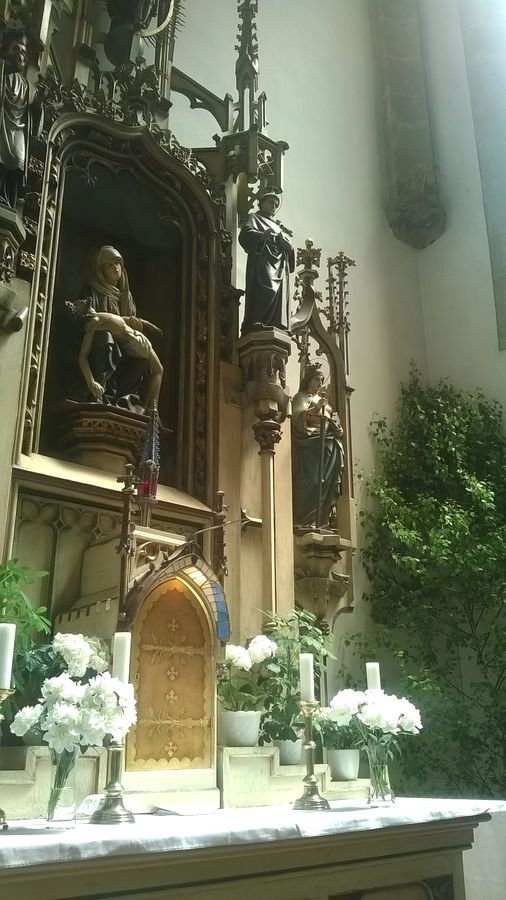
Oltář Nejsvětější Trojice

### Oltář Nejsvětější Trojice
Na pravé straně lodi nacházející se dřevěný polychromovaný oltář z druhé poloviny 19. století byl zhotoven dle návrhu Bedřicha Wachsmanna. Na oltáři sochy světců: sv. Barbora (patronka Horníků a dělostřelců), sv. Jan Nepomucký (patron zpovědníků; zpovědnice se nacházejí pod kůrem), sv. Antonín Paduánský (patron všech hledajících) a sv. Kateřina Alexandrijská (patronka filozofů a učenců). V ústřední nice novodobě umístěna socha gotické piety (Maria, Matka Ježíšova, s mrtvým tělem svého jediného syna Ježíše na klíně) z počátku 16. století. V tomto oltáři je ve 21. století umístěn svatostánek, ve kterém jsou uchovávány hostie proměněné při mši v Tělo Kristovo. Místo je označeno červeným světlem a mimo bohoslužbu je ústředním bodem náboženské úcty. Osvětlení svatostánku v novogotickém stylu vytvořil také Karel Ondřej Hájek.

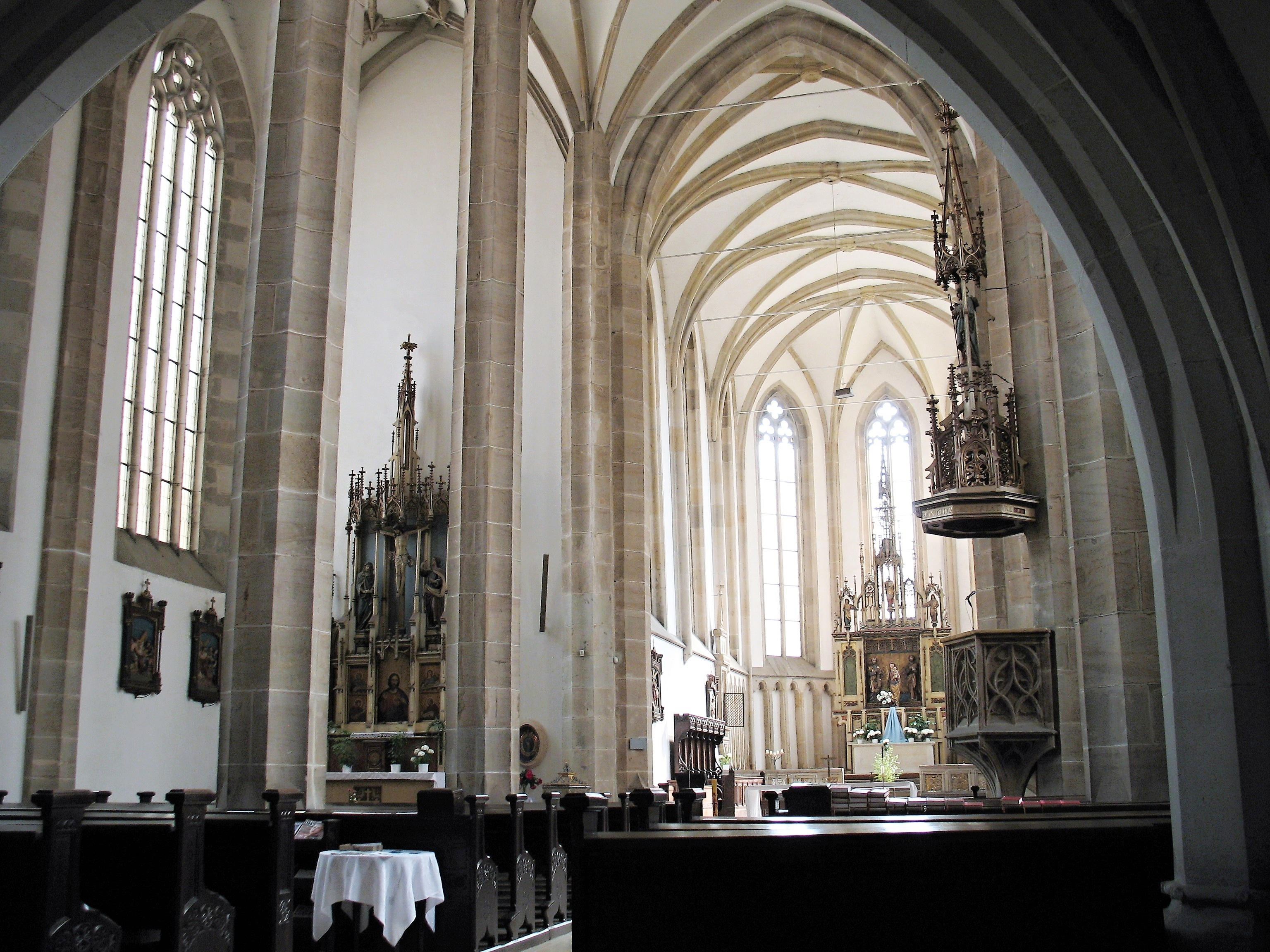
Pohled na oltář Nejsvětějšího Srdce Ježíšova přes loď kostela

### Oltář Nejsvětějšího Srdce Ježíšova
Na levé straně lodi se nachází novogotický oltář s Kristem na kříži, s Ježíšovou Matkou a Janem Evangelistou. Obraz Ježíše s probodeným srdcem. Uvnitř pod oltářní deskou se nachází „Boží hrob“ – socha mrtvého těla Ježíšova v hrobě.

### Obětní stůl
Současný nový moderní obětní stůl (oltářní mensa) v presbytáři kostela stojící volně do prostoru na mohutné skleněné noze byl uvažován od roku 1994. K jeho umístění došlo v roce 1997. Autorem návrhu je ing. akad. arch. Michal Gabriel, skleněné části realizoval akademický malíř Ivo Rozsypal a na jeho statice spolupracoval ing. Jiří Kozák Csc. Byla využita 500 let stará mramorová deska, která však byla částečně poškozena a pro volnou adjustaci bylo potřeba tento vizuální defekt odstranit. Kromě této nezbytnosti bylo snahou autorů návrhu nalézt specifickou formu, která by kromě zřejmé korespondence s významnou gotickou architekturou (viz Benedikt Rejt) nesla i jisté poselství směrem k účastníkům liturgie. Vztah ke gotické architektuře je vyjádřen maximální odlehčeností podpůrné konstrukce, evokující levitující desku stolu jako symbol vertikální tendence gotického sakrálního prostoru. Původně prostě ohraněná deska dostala specifický tvar vycházející z charakteristické gotické modelace kamenných prvků, což zároveň umožnilo úplně odstranit poškození jedné z původních hran staré mramorové desky. Deska spočívá pouze na jedné střední noze, jejíž utilitární charakter je potlačen hmotou vrstveného skla, která má v půdorysné stopě formu gotického oblouku. Zároveň připomíná příď lodě, církve, která transcenduje duše věřících. Levitující deska stolu pak symbolizuje rozpřažené ruce kněze. Obětní stůl se skleněnou nohou tak zároveň reprezentuje umění konce 20. století.

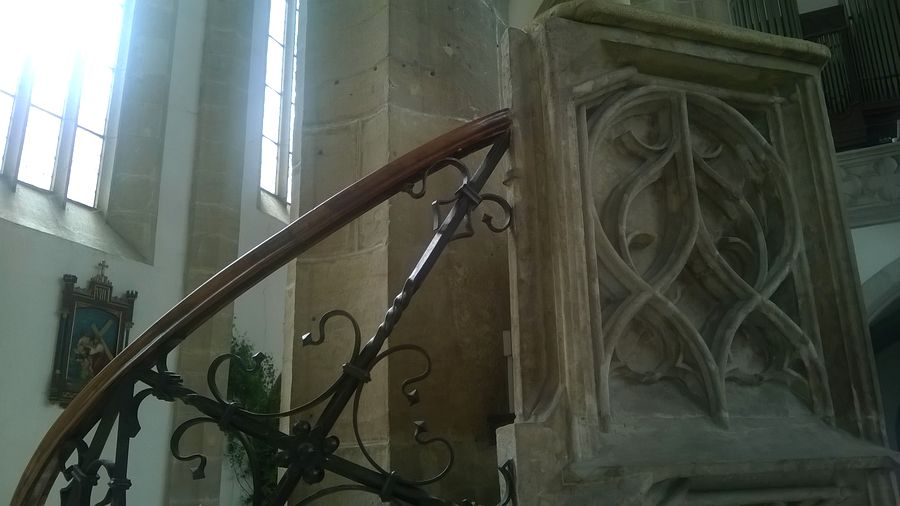
Detail schodiště kazatelny

### Kazatelna
Kazatelna při pilíři v lodi je z roku 1574. Jedná se o renesanční dílo tesané z jediného bloku pískovce. Její podoba má bezprostřední souvislost s kazatelnou v kostele sv. Mikuláše v Lounech. Na středové noze spočívá trojboká ambóna. Čtvercové vpadlé pole stěny řečniště člení poměrně bohaté liché kružby. Kazatelna organicky navazuje na sloup. Byla vytesána současně s pilířem. Nad kazatelnou je novogotická stříška z konce 19. století s postavou Krista pastýře.

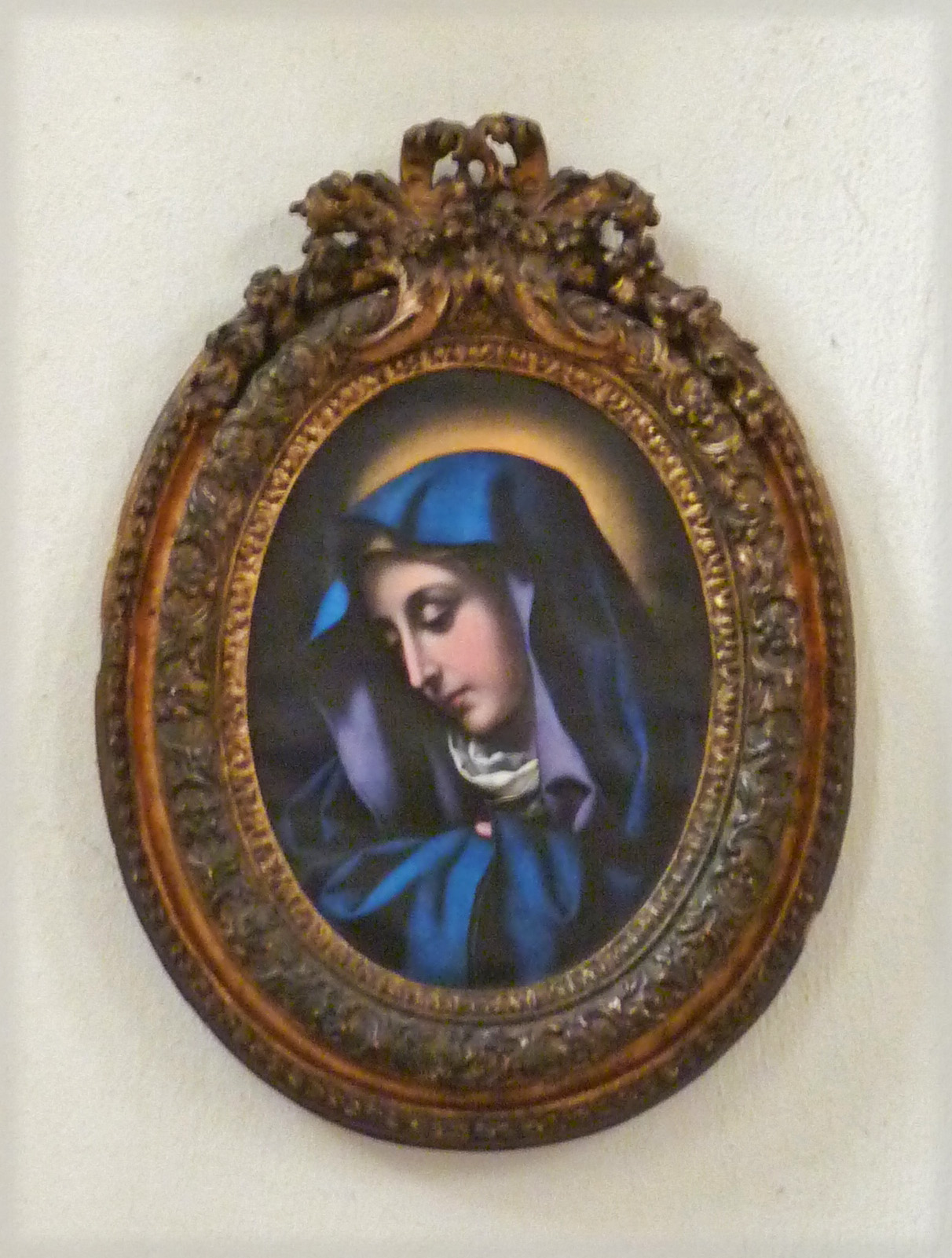
Ústecká Madona v kostele Nanebevzetí Panny Marie v Ústí nad Labem (autor Ismael Mengs)

### Ústecká Madona
Obraz Ústecká Madona namaloval na počátku 18. století patrně Ismael Mengs, drážďanský dvorní malíř z dánské Kodaně z židovské rodiny. Mengs svůj obraz zhotovil jako kopii díla Mater dolorosa, detta Madonna del dito (Matka bolestná, známá jako Panna Maria s [vystrčeným] prstem) italského malíře Carla Dolciho, která se nachází v galerii Borghese v Římě. Původně se věřilo, že obraz namaloval sám Carlo Dolci. Obraz však odkázala ústeckému děkanskému kostelu vdova po královském rychtáři Anna Margarette Fischerová v roce 1737. V domě jejího muže královského rychtáře na Mírovém náměstí č.p. 210 (dnes již zbořeném) se totiž 12. března 1728 narodil Ismaeli Mengsovi syn Anton Raphael Mengs, později představitel německého klasicismu, který býval ve své době nejslavnějším německým malířem. Pravdou ovšem zůstává, že Anton Raphael v rodném Ústí nad Labem však pobyl všeho všudy jen pár dní. Jeho matka Charlotte roz. Burmannová (m. v r. 1720) sem přijela z Drážďan pouze porodit, protože její manžel Ismael byl velký tajnůstkář, ale měl k tomu též dobrý důvod. Obraz Ústecké Madony lze považovat za jakýsi dík (a možná platba) za poskytnutí přístřeší. Z bezpečnostních důvodů je v kostele umístěna pouze kopie Ústecké Madony, originál je uložen na litoměřickém biskupství.

### Křtitelnice
Pískovcová křtitelnice na nízkém polygonálním podstavci, dřík a mísa rovněž polygonální. Mísa zdobena tesanými kružbami a plaménky. Křtitelnice pravděpodobně z přelomu 15. a 16. století. Vnitřek poklopu vyzdoben vitráží Karla Ondřeje Hájka znázorňující holubici – symbol Ducha svatého.

### Epitafy a sochy
Renesanční pískovcový epitaf Adama Glace ze starého dvora na Klíši (1543–1588). Smrtí Adama Glatze vymřel rod Glatzů po meči. Ústředním zobrazením epitafu je hluboký reliéf klečícího rytíře před krucifixem v edikule. V nástavci epitafu reliéf Zmrtvýchvstání Krista a sošky. Autorem epitafu je snad Hans Köhler st. z Míšně, který je vytvořil v roce 1588. Prostý pískovcový epitaf kanovníka J. Ignáce Kuntze pochází z roku 1710. Renesanční epitafy z roku 1539 jsou od Ad. Fügnera. Je zde reliéf kalichu a zlomek epitafu. V předsíni bočního portálu je dřevěný polychromovaný krucifix z roku 1780. Pozdně gotická socha sv. Anny Samétřetí, připisovaná U. Creutzovi, je umístěna v Národní galerii v Praze. Monumentální vrcholně barokní dřevořezba ukřižovaní Krista pochází z druhé poloviny 17. století.

## Varhany
Ústecký kostel již v době gotické vybaven varhanami. První zmínkou o nich je stížnost varhaníka z roku 1406 na to, že bez nástroje nemůže provozovat svůj úřad. Listině jsou doloženy také měcho-šlapi. Roku 1593 byly z popudu starosty Jakoba Molera pořízeny nové velké varhany. Na tyto a předchozí hrával varhaník Johannes Jacobi (zmiňovaný v letech 1586–1599). Roku 1614 jsou písemně zmíněny dvoje varhany kostela. Velké, z roku 1593, a malé, které stály u východu. Tehdy bylo běžné, že větší kostely měly dva i více nástrojů (varhany, positivy, regály), které v renesanci stávaly poblíž oltáře na samostatných kruchtách, případně byly postaveny do oltáře nebo za něj. Kromě dvou varhan vlastnil městský kostel také regál, tj. maličký pozitiv s jazýčkovými píšťalami, jenž byl roku 1617 ukraden. Při tehdejších nepokojích byly poškozeny i velké varhany. Pozitiv, patřící kostelu, prodalo město roku 1654 do Krupky. Nový malý pozitiv dodal roku 1716 varhanář Johann Christoph Pohl z Chřibské. Ten byl užíván denně učitelem a žáky a týdně k doprovodu chorálu.

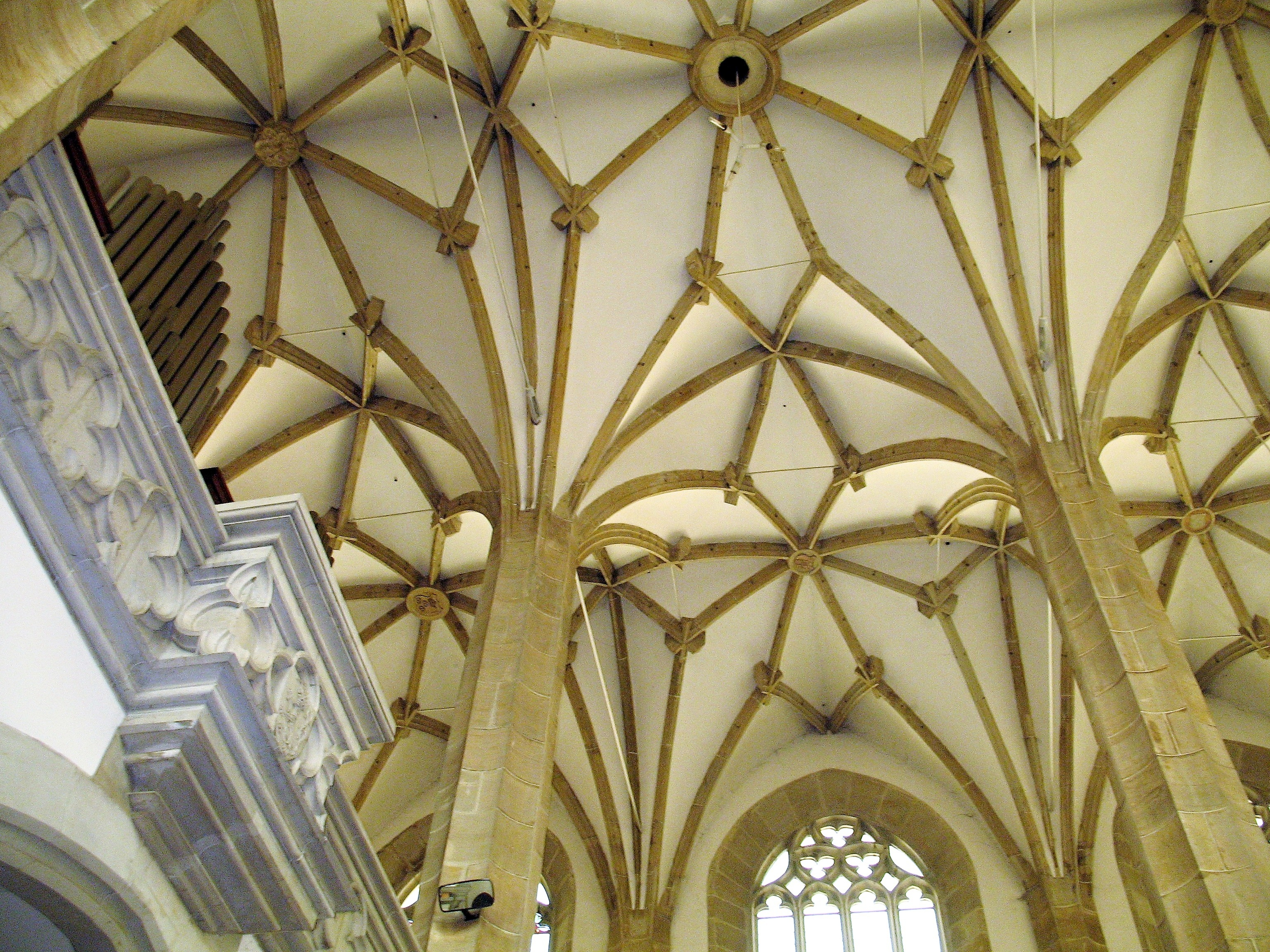
Křížová klenba a část kruchty

V roce 1724 byly shledány velké varhany, sloužící již více než 100 let, velmi poškozenými. Byl povolán věhlasný varhanář Leopold Burkhart z Lokte, jenž varhany přestavěl v barokním duchu za 750 zlatých. Měly pak jednodílný hlavní stroj s rejstříky: principál 8 v prospektu, kvintadana 8, salicionál 8, oktáva 4, fugara 4, kvinta 3, superoktáva 2 a mixtura 1,4 x. Pedál obsahoval dřevěný subbas 16 a oktávbas 8 a cínovou superoktávu 4. V zábradlí kruchty byl vestavěn pozitiv, ovládaný horní klaviaturou hracího stolu, s rejstříky kopula 8, principál 4 v prospektu, kopula 4, oktáva 2, kvinta 1 1/2 a mixtura 1,3 x. Práce byla dokončena roku 1726 a ještě roku 1727 poslalo město Burkhartovi 2 sudy vína. Varhany měly 999 píšťal a stály ještě na staré kruchtě. Na nový kůr nad vchodem byly přeneseny kolem roku 1763, kdy byla postavena barokní kruchta na západní straně. Menší varhany opravil v roce 1773 Johann Franz z Chabařovic, velké varhany byly udržovány menšími opravami (1742, 1781 atd.), až vyvstala potřeba je renovovat. Varhaník Johann Maresch doporučil varhanáře Antona a Bernarda Voigta ze Sebastianbergu, původem z Bambergu. Ti provedli opravu za 100 zlatých, avšak k velké nespokojenosti kolaudátorů, kteří jim vyčítali roku 1799, že práci jen „odflinkovali“. Jistě proto se brzy poté uvažovalo o další opravě. Nabízel se litoměřický varhanář Anton Rusch a mechanik, truhlář a varhanář Augustin Lehnamm z Krásného Pole. Varhany opravil pak roku 1819 Rusch za 300 zlatých.
Velký pozitiv z městského kostela byl po roce 1893 přestěhován do kostela sv. Materny. Avšak i nadále zde byly nejméně 3 nástroje. Malý pozitiv o 4 rejstřících opravil roku 1742 za 88 zlatých varhanář (samouk, původně krejčí) Franz Feller z Libouchce, jenž přidal jeden rejstřík. Velké varhany restaurovali roku 1846 jeho synové Franz, Josef a Anton, renomovaní varhanáři libouchečtí. Ti místo 8 starých malých měchů postavili 4 nové velké, zvýšili ladění a přidali do mixtury 2 řady píšťal. Vše stálo 698 zlatých. Kolem roku 1860 byly varhany nově malovány. Další opravu provedli bratři Fellerové roku 1870 za 270 zlatých. Avšak již roku 1871 vypukl v kostele z nejasných příčin požár, jenž těžce poškodil vnitřní zařízení včetně varhan. Ty byly nějaký čas mimo provoz. Roku 1873 podal návrh na velkou přestavbu s použitím jen některých starých částí Karel Schiffner z Prahy. Suma 2 385 zlatých ukazuje, že šlo spíše o stavbu nových velkých varhan v měnícím se duchu doby. Zda se uskutečnila, není jasné. V té době jsou připomínány při kostele i 2 positivy.

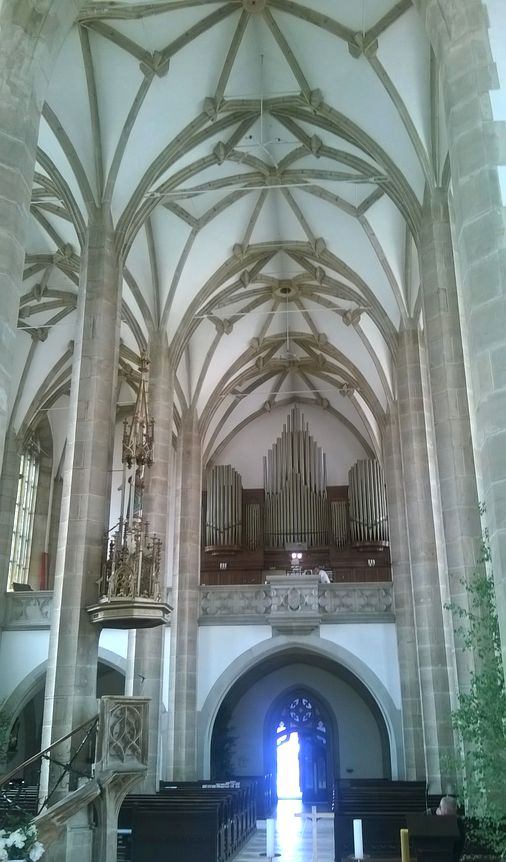
Klenba a varhany z roku 1930

Nové dvoumanuálové varhany zde postavila firma bratří Riegrů z Krnova roku 1882 jako své opus 232. Avšak varhanářský vývoj brzy dospěl k dalším vynálezům, a tak již v 90. letech se uvažovalo o stavbě nových velikých varhan. V roce 1895 byla novogoticky přestavěna hudební kruchta neboli kůr, což tuto možnost otevřelo. O zakázku se ucházela řada firem zvučných jmen z Čech i zahraničí. Nakonec byla stavba nástroje svěřena opět německé firmě Rieger z Krnova, která zde roku 1901 postavila jedno ze svých největších děl – třímanuálové varhany o 48 rejstřících, s tehdy nejmodernějším systémem pneumatické traktury se 3 154 píšťalami, opus 900. Svěcení proběhlo 19. ledna 1902 za velkého koncertu regenschoriho Ferdinanda Dresslera. Návrh pseudogotické skříně vypracoval vídeňský architekt Anton Weber. Celek vážil 16 tun a stál na novém pseudogotickém kůru, jenž byl postaven při renovaci kostela roku 1901. Nástroj byl udržován autorskou firmou, ve 30. letech jej opravil Ladislav Hauser, varhanář z Teplic-Trnovan. Toto mohutné dílo varhanářského „romantismu“ zaniklo při bombardování města roku 1945, jehož pozůstatkem je i šikmá věž kostela.
Poté sem byly přeneseny dvoumanuálové varhany pražského arcibiskupského semináře v Dejvicích, z kostela sv. Vojtěcha, které tam postavila kutnohorská firma Josefa Melzera v roce 1930. Roku 1969 varhanář Pavel Žur z Chrastavy je přestavěl a rozšířil dle návrhu varhaníka Karla Hrona z původních 22 hlasů na 32 hlasů při zachování pneumatické traktury. Dnešní dispozice je tato:
| I. manuál: |             |         |
| 1.         | Principál   | (16)    |
| 2.         | Princip8l   | (8)     |
| 3.         | Flétna dutá | (8)     |
| 4.         | Salicionál  | (8)     |
| 5.         | Oktáva      | (4)     |
| 6.         | Roh kamzičí | (4)     |
| 7.         | Flétna      | (4)     |
| 8.         | Nassat      | (3)     |
| 9.         | Oktáva      | (2)     |
| 10.        | Mixtura     | (1 1/3) |
| 11.        | Trompeta    | (8)     |

| II. manuál: |                |         |
| 12.         | Kvintadena     | (16)    |
| 13.         | Principál      | (8)     |
| 14.         | Kryt           | (8)     |
| 15.         | Aeolina        | (8)     |
| 16.         | Vox celestis   | (8)     |
| 17.         | Oktáva         | (4)     |
| 18.         | Flétna příčná  | (4)     |
| 19.         | Viola          | (4)     |
| 20.         | Flétna zobcová | (2)     |
| 21.         | Kvinta         | (1 1/3) |
| 22.         | Pikola         | (1)     |
| 23.         | Seskvialtera   | (2 x)   |
| 24.         | Akuta          | (1,5 x) |
| 25.         | Dolce          | (8)     |

| Pedál: |              |             |
| 26.    | Principálbas | (16)        |
| 27.    | Subbas       | (16)        |
| 28.    | Oktávbas     | (8)         |
| 29.    | Flétna       | (8)         |
| 30.    | Chorálbas    | (4)         |
| 31.    | Mixtura      | (2 2/3,5 x) |
| 32.    | Pozoun       | (16)        |

Poslední opravu nástroje provedl roku 1995 syn varhanáře Žura Joachym z Jablonce nad Nisou. Z důvodu obtížnosti opravy píšťalových varhan z roku 1930 se při bohoslužbách hraje od roku 2018 na digitální varhany. Mezi varhaníky, kteří byli schopni rozeznít zmíněné pneumatické varhany patřil zesnulý ředitel kůru Václav Urban, a po něm také varhaník Petr Kratochvíl. Další varhaníci hrají převážně jen na digitální varhany, i když na píšťalové varhany (v mezích jejich omezení) lze zahrát také.

## Zvony
V šikmé průčelní západní věži se nacházejí tři zvony známé jako: Zuzana, Willeborte a zvon z roku 1544. Původně v kostele vyzvánělo zvonů pět. Dva z nich zrekvírovaly úřady během první světové války. Sanktusník kostela je prázdný. V patře nad zvony je ve věži byt věžníka se dvěma místnostmi, avšak pro nepřístupnost neobývaný a zcela prázdný. Podobné byty lze vidět v mnohých kostelích, avšak v okrese Ústí nad Labem se jedná o unikát.

### Zvon Zuzana
Zvon Zuzana má dolní průměr 165 cm, výšku 162 cm a hmotnost 2500 kg. Pochází z roku 1596 a je dílem Martina Hilgera z Prahy. Se svým dolním průměrem je největším zvonem ústeckého okresu.
| Koruna | šest uch bez ozdob |
| Čepec  | Jednořádkový nápis: SCTI SVSANNA PSALM CL: LAVDA DEVM TINITIBVS LAETIS CANORI CYMBAL ANNO DOMINI NOSTRI M D XCVI MI. Překlad: Sv. Zuzana, žalm 150: Chvalte Pána na cymbálích. Léta Pána našeho 1596. Uvedený biblický citát se na zvonech objevuje poměrně často. Pod nápisem pás drobných rostlinných motivů, dnes už téměř nezřetelný. |
| Krk    | Obdélný rám, vysoký 20 cm, široký 51 cm, v něm zcela nečitelný nápis, zřejmě se jednalo o v literatuře citovaný (původně latinský) nápis: Z rudy zrozen, znovu vyrobit mě dal senát města Ústí, primas Herrmann a jeho ochotní společníci, Molerus, Bieberstein, Tichtenbaum, Kippelt, Harlich, Koch a Topinka a písař Tatík, druhý notář, a správci kostela Windisch a Siber, vyrobil mě Hilliger Otec, dokončil a vyzdvihl sem nahoru. Na protější straně nezřetelný erb, vysoký 25 cm. Na vnitřní straně zvonu je podivný nápis černou barvou, nečitelný. Snad se jedná o pozůstatek některé z válečných rekvizic. |
| Věnec  | několik linek a zesílení lemu |
| Srdce  | železné, vějířovité, z boku ploché, s krátkou výpustí |

Části zvonu: 1. hlava, 2. koruna, 3. čepec 4. rameno, 5. krk, 6. lem, 7. věnec, 8. ústa, 9. srdce, 10. věnec

Zvon je zavěšen na zalomeném ocelovém závěsu v dřevěné konstrukci. K rozhoupávání se užívá elektrický vyzváněč. V minulosti byl zvon pootočen o 90°, aby se věnec vytloukal rovnoměrně. Povrch zvonu velmi zašlý, reliéfy nezřetelné.

### Zvon Willeborte
Zvon Willeborte s dolním průměrem 135 cm a výškou 130 cm vyrobil v roce 1519 zvonař Petr Wagheven z Nizozemska a pro svůj původ je jednou z nejvýznamnějších zvonařských památek Ústeckého kraje. Do Ústí nad Labem byl pravděpodobně dopraven po Labi. Do věže ho ale konšelé nechali zavěsit až po velkém požáru v roce 1538.
| Koruna | šest uch s pletencem |
| Čepec  | Geometrický ornamentální pás gotického tvarosloví (růžice napojeny na protáhlé kosočtverce), pod tím jednořádkový nápis frakturou: Willebort ist mein Name, mein Geläut sei Gott angenehm auf dass wenn mach mich hören wird uns Gott bewahren möge überfall. 1519. Překlad: „Willebort je mé jméno, můj zvuk ať je Bohu příjemný, aby když mne bude slyšet, Bůh nás chránil přepadení.“ Pod nápisem opět ornamentální pás, vertikálně obrácený, týž. |
| Krk    | Nelemovaný pás šesti medailonů s polopostavami světců – sv. Petr, sv. Ondřej, Marie s Ježíškem a tři další, neidentifikované; průměr medailonů 14 cm; všechny stejně vysoko a daleko od sebe. |
| Věnec  | několik linek |
| Srdce  | železné, vějířovité, z boku ploché, s krátkou výpustí |

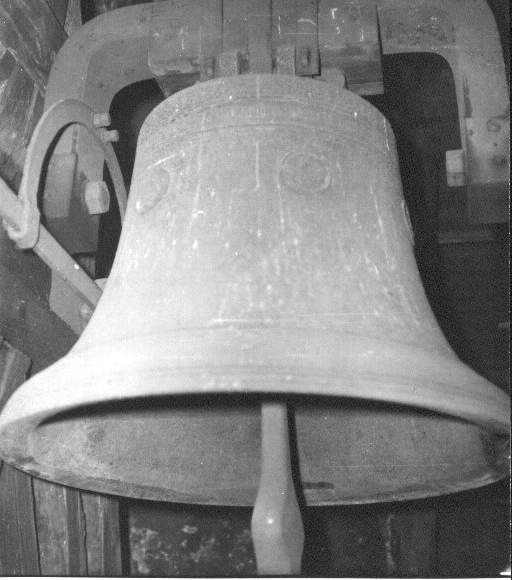
Zvon Willeborte

Zvon je zavěšen na zalomeném ocelovém závěsu v dřevěné konstrukci. K rozhoupávání se užívá elektrický vyzváněč. V minulosti byl zvon pootočen o 90°, aby se věnec vyloukal rovnoměrně. Povrch zvonu velmi zašlý, reliéfy nezřetelné. Při dolním okraji je velký kus věnce uražen.

### Zvon z roku 1544
Zvon z roku 1544 s dolním průměrem 82 cm, průměrem čepce 51 cm a výškou 88 cm s korunou pořízený po požáru města v roce 1538, vyrobil zvonař Matěj Špic v Roudnici. Zvon je cenný pro medailon s mistrem Janem Husem.
Když v roce 1538 byla velká část města Ústí nad Labem postižena požárem, plamenům neunikly ani kostely Nanebevzetí a sv. Vojtěcha. Přitom byly zničeny i tamní zvony a město si chtělo rychle pořídit nové. Zatímco nedaleký kostel sv. Vojtěcha byl v minulosti „český“ (navštěvován česky mluvícím obyvatelstvem), kostel Nanebevzetí Panny Marie byl „německý“ (navštěvován německy mluvícím obyvatelstvem). Je proto zajímavé, že se v kostele objevuje zvon s českým nápisem a kališnickým motivem. V literatuře se objevují následující teorie: zvon se původně nacházel v kostele sv. Vojtěcha a do kostela Nanebevzetí byl přesunut později – např. v období válečných rekvizic, kdy docházelo k častým výměnám zvonů mezi kostely. Nejsou ovšem známé žádné doklady o tom, že by k přesunutí došlo. Druhá teorie uvádí, že v 1. polovině 16. století bylo Ústí nad Labem převážně české a český kališnický zvon v „německém“ kostele může dokazovat i jakousi národnostní a náboženskou toleranci či nevyhraněnost obyvatel města. Vzhledem k tomu, že zvony s kališnickými motivy byly v dobách rekatolizace často přelévány nebo z nich aspoň byly ony motivy vysekány, je tento ústecký zvon – celkem pěkně zachovalý – svým způsobem vzácný.
| Koruna | šest uch bez ozdob |
| Čepec  | dvouřádkový nápis přechodným typem humanistické majuskule, výška písmen 2 cm, mezi řádky zdvojená linka: LETA PANIE MDXLIIII SLIT TENTO ZWON OD MATISE SSPICZE / (lilie) W RAWDNICZI KE CTI A CHWALE PANU BOHU WSSI RZISSE NEBESKE |
| Krk    | medailon s bustou mistra Jana Husa (průměr 12 cm) – profil muže s vousem a čapkou, kolem opis: JOHANNES HUS |
| Věnec  | dvě linky těsně u sebe, zesílení lemu |
| Srdce  | železné, vějířovité, z boku ploché |

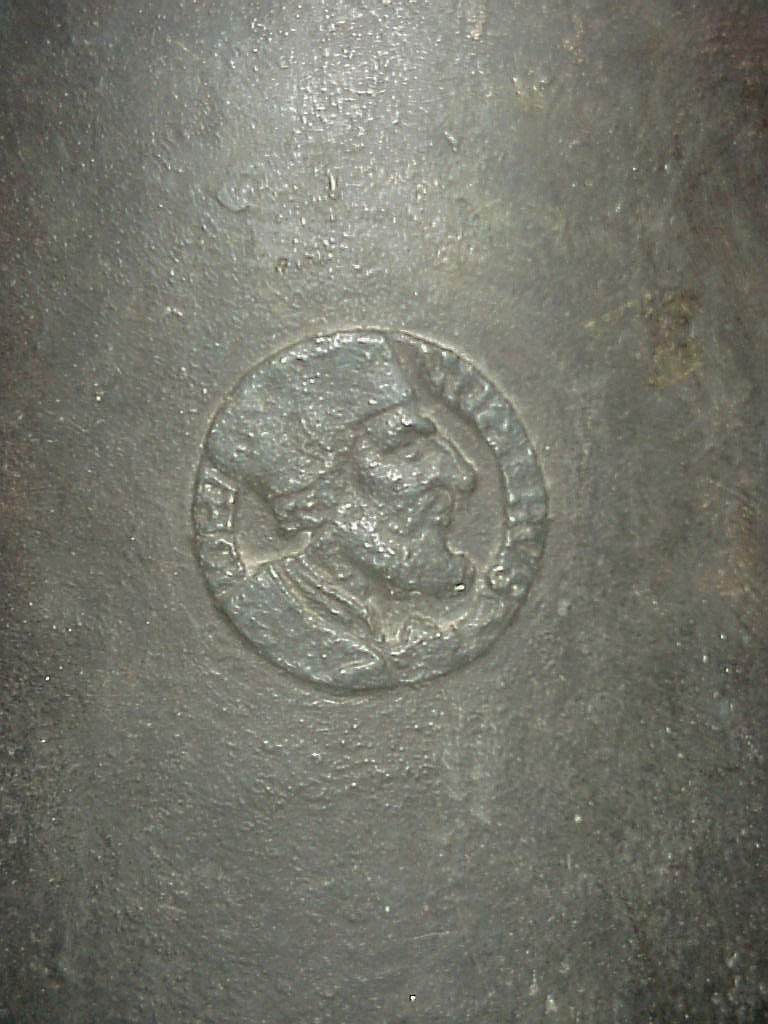
Portrét mistra Jana Husa na ústeckém zvonu

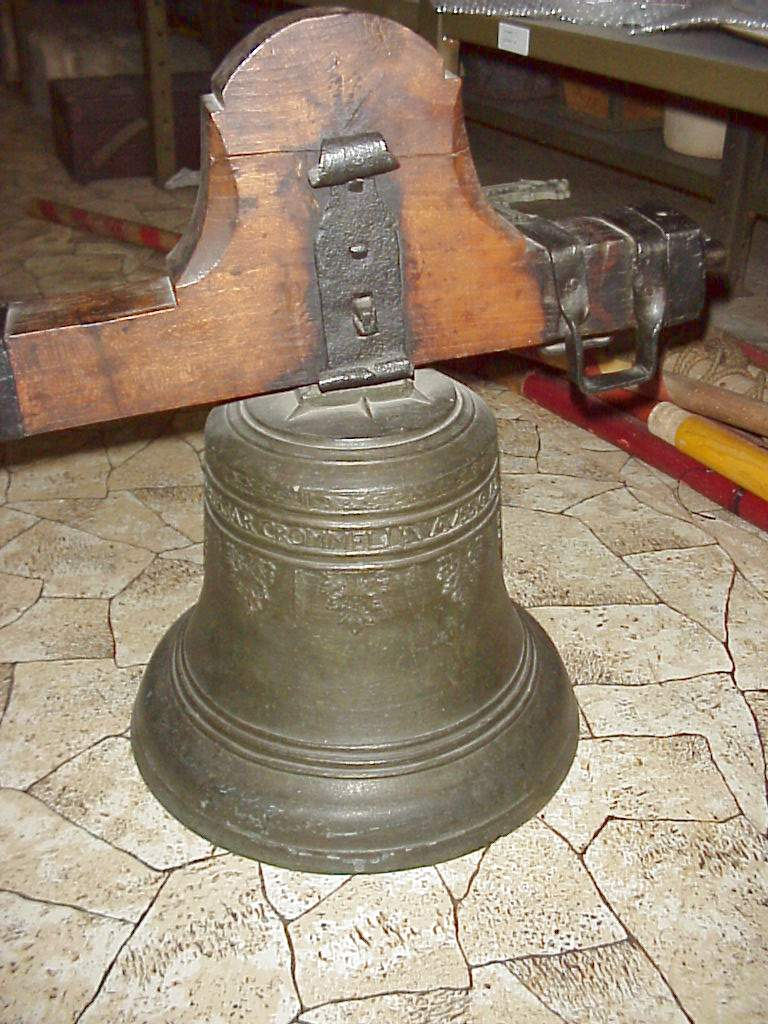
Zvon z roku 1707 od Jana Baltazara Crommela (ve 21. století v Muzeu města Ústí nad Labem)

Zvon je zavěšen na zalomeném ocelovém závěsu v dřevěné konstrukci. K rozhoupávání se užívá elektrický vyzváněč. V minulosti byl zvon pootočen o 90°, aby se věnec vytloukal rovnoměrně. Povrch zvonu zašlý. V Muzeu města Ústí nad Labem je uložen sádrový odlitek celého zvonu.

### Další zvony
V interiéru kostela se nacházejí další dva zvony neznámého původu: zvon z roku 1817 a litinový zvon z roku 1918.
K roku 1917, kdy došlo k rekvizicím, je v kostele doloženo celkem osm zvonů. Kromě tří výše zmíněných zvonů to byly: jeden menší zvon od Matěje Špice z roku 1541, zvon z roku 1662 od Mikuláše Löwa z Prahy, zvon z roku 1707 od Jana Baltazara Crommela (umístěný ve 21. století v Muzeu města Ústí nad Labem), jeden zvon z roku 1714 od téhož zvonaře a další zvon, jinak zcela neznámý.